# Deelemania nasuta
Deelemania nasuta är en spindelart som beskrevs av Robert Bosmans 1988. Deelemania nasuta ingår i släktet Deelemania och familjen täckvävarspindlar.
Artens utbredningsområde är Kamerun. Inga underarter finns listade i Catalogue of Life.